# Гашербрум IV
Гашербрум IV е 17-ия по височина връх на Земята и 6-ия по височина в Пакистан. Той е един от върховете на планинския масив Гашербрум – група от отделечени върхове, сред които има три осемхилядника. разположени в североизточния край на ледника Балторо в планината Каракорум – втората по височина планинска верига в света.  Той е може би единствения връх, считан за по-труден за изкачване от K2.
Западната стена на Гашербрум IV, е особено впечатляваща по залез слънце и е наричана „Сияйната стена“ (Shining Wall).
Първото изкачване е направено през 1958 г. от Валтер Бонати и Карло Маури по североизточния гребен. Двамата са участници в италианска експедиция под ръководството на Рикардо Касин. По „Сияйната стена“ първи преминават полякът Войчех Куртика и австриецът Роберт Шауер през 1978 г. И двете изкачвания са между най-забележителните събития в историята на световния алпинизъм.